# Putamen

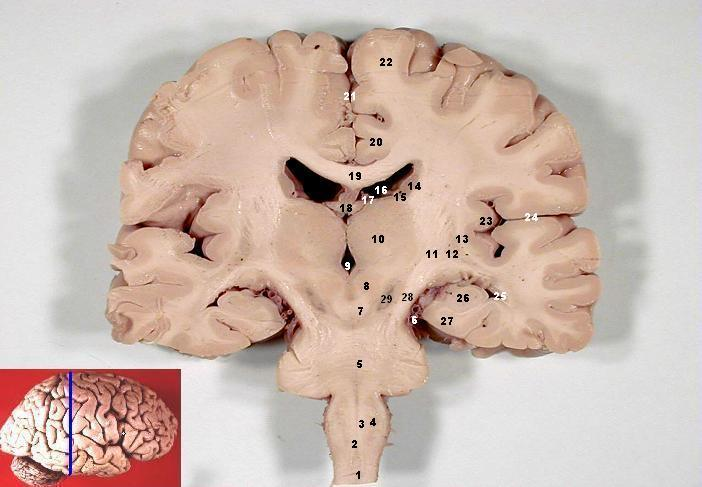
Lage des Putamen (12), frontaler Schnitt

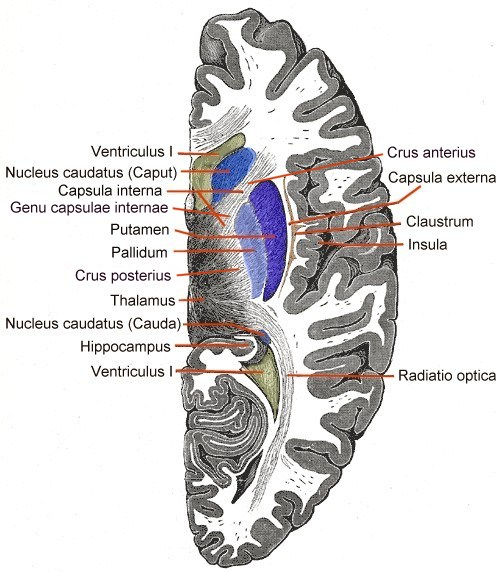
Horizontalschnitt durch das Vorderhirn, Basalganglien blau

Das Putamen (putamen, lat. die „Schale“, „Hülse“) gehört zu den Kerngebieten des Großhirns und ist damit Teil der Grauen Substanz des Gehirns.
Es bildet zusammen mit dem Nucleus caudatus das Corpus striatum (kurz: Striatum). Dieses ist Teil der Basalganglien. Das Putamen wird zusammen mit dem Pallidum (auch Globus pallidus genannt) gelegentlich noch zum Nucleus lentiformis („Linsenkern“) zusammengefasst. Diese Einteilung ist allerdings umstritten, da ontogenetisch das Putamen zum Großhirn und das Pallidum zum Zwischenhirn gehört.
Als Teil der Basalganglien spielt das Putamen eine Rolle bei der Kontrolle von Bewegungsabläufen.
Laut einer Studie von der Universität Turku aus dem Jahr 2024 ist das Putamen die Gehirnregion, in der der Ursprung des Stotterns lokalisiert ist (Theys et al. 2024).